# Trinomys eliasi
Trinomys eliasi là một loài động vật có vú trong họ Echimyidae, bộ Gặm nhấm. Loài này được Pessôa & Reis miêu tả năm 1993.

## Hình ảnh

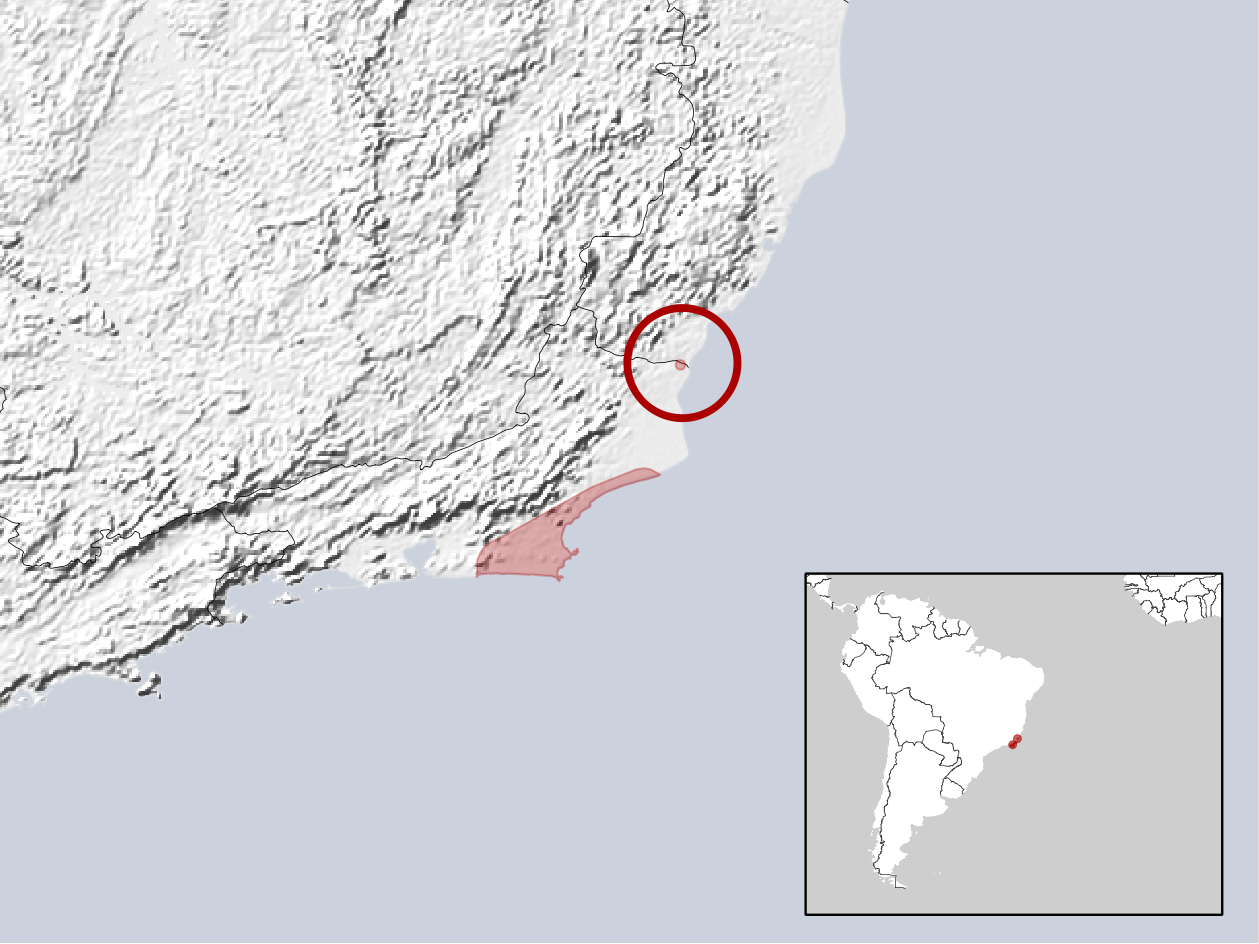